# Salamone Rossi

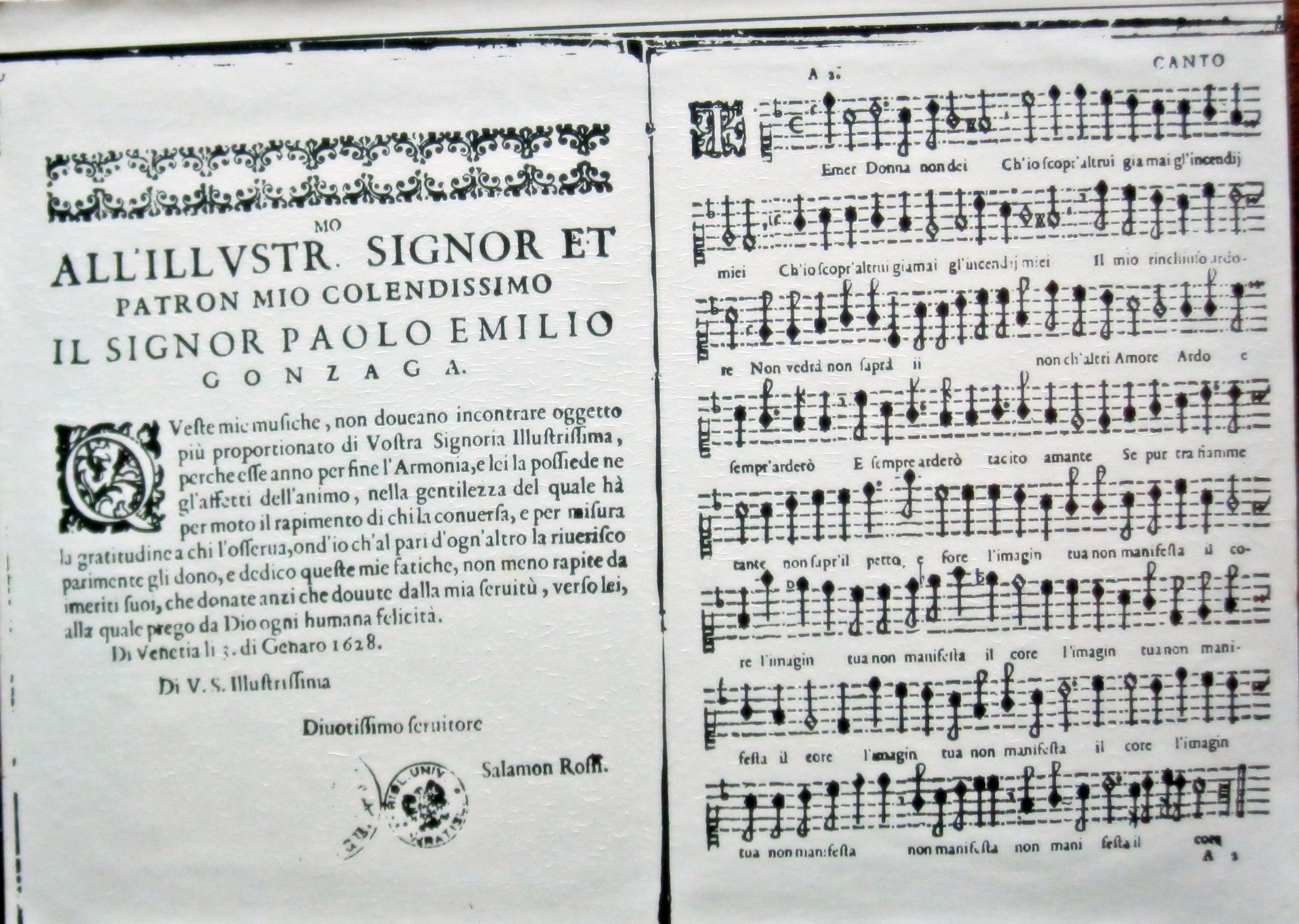
Opening van de Madrigaletti van Salamone Rossi

Salamone Rossi, ook Salomone Rossi (ca. 1570 – 1630) was een Joods-Italiaans componist en violist. Van 1587 tot 1628 diende hij aan het hof van Mantua, en genoot hoog aanzien in de familie Gonzaga, die hem vrijstelde van de verplichting om als Jood een geel merkteken op de hoed te dragen.
Zijn oeuvre bestaat uit vier boeken met sonates en dansen voor instrumentaal ensemble, madrigalen, canzonetti, muziek voor theaterproducties in Mantua en Joodse psalmen. Hij was een van de allereerste componisten die het principe van de triosonate toepaste in zijn uitgaves van 1607–1608. Naar de vorm gebruikt hij vaak dansbewegingen en ostinate baslijnen.
- Bibsys: 4069685
- Biblioteca Nacional de España: XX1094280
- Bibliothèque nationale de France: cb13514707z (data)
- Gemeinsame Normdatei: 118791257
- International Standard Name Identifier: 0000 0001 1798 2280
- Library of Congress Control Number: n80072506
- Nationale Bibliotheek van Letland: 000155243
- MusicBrainz: 9c800302-1c6d-483e-8cf2-316ac5eeb4e9
- Nationale Bibliotheek van Tsjechië: ola2002153278
- Nationale Bibliotheek van Israël: 987007282696905171
- Nederlandse Thesaurus van Auteursnamen: 071097589
- SNAC: w6k9389p
- Système universitaire de documentation: 08612725X
- Trove: 1108202
- Virtual International Authority File: 100234936
- WorldCat: E39PBJwCYGGqWk86CYhJmQGj4q